# Минчев, Николай Ильич
Николай Ильич Минчев (рум. Nicolai Mincev, родился 20 октября 1972 года в Тирасполе) — молдавский футболист и футбольный тренер, спортивный директор узбекского клуба «Насаф». Выступал на позиции защитника и опорного полузащитника.

## Биография
Известен по выступлениям в Национальном дивизионе чемпионата Молдавии за шесть его клубов: «Тилигул» (Тирасполь), «Конструкторул» (Кишинёв), «Нистру» (Отачь), «Дачия» (Кишинёв), «Искра-Сталь» и «Олимпия» (Бельцы), а также за команду «Сперанца» (Крихана Вехе) из Дивизиона А. За рубежом играл за узбекский «Насаф» и казахские клубы «Кайсар» и «Семей».
Минчев завершил игровую карьеру в возрасте 40 лет и поступил на тренерские курсы, получив лицензии C и B. До этого он был играющим тренером в клубе «Олимпия», работая вместе с Сергеем Рогачёвым, а также был помощником тренера Николая Буне и разбирал матчи на видео, анализируя игру в обороне. Позже также работал в клубе «Сперанца» помощником Олега Беженаря. В 2014 году вошёл в тренерский штаб клуба «Динамо-Авто» из второго дивизиона Молдавии, возглавив дубль. Предложение о работе поступило от главного тренера клуба Дмитрия Арабаджи, а затем одобрение дал президент команды Дмитрий Маргаринт. Минчев вскоре получил лицензию A, что позволяет ему работать помощником тренера клуба Национального дивизиона и тренером команды Дивизиона А. В январе того же года был тренером сборной Молдавии до 19 лет на Мемориале памяти Валентина Гранаткина в Санкт-Петербурге. Через полгода принял предложение стать помощником Юрия Осипенко в клубе «Милсами». В 2016 году вошёл в тренерский штаб узбекского «Насифа», а через два года стал его спортивным директором.